# Luisa Gullotti
Luisa Gullotti (Palermo, 13 agosto 1985) è una kickboxer italiana, Membro della nazionale italiana di Kickboxing, facente parte della categoria Point fighting -60 kg.

## Biografia
Nasce da un'agiata famiglia dell'aristocrazia terriera siciliana originaria di Sant'Agata di Militello.
Si è formata nel club Aikya, a Palermo, sotto la guida di Gianpaolo Calajò, già campione mondiale. Fa inoltre parte del Team Bestfighter, fondato dal coach della nazionale italiana, Gianfranco Rizzi, e collabora al progetto Intensive Pontfight Training ideato da un altro titolatissimo atleta allenato sempre dal palermitano Calajò: Gregorio Di Leo.
Ha partecipato a numerose competizioni nazionali e internazionali, riportando numerosi titoli, sei volte campionessa italiana individuale (2006-2008-2009-2010-2011-2013) e quattro volte campionessa italiana a squadre (2007-2009-2011-2012), titolare della nazionale italiana dal 2008, vice-campionessa mondiale a Lignano 2009, campionessa mondiale a Dublino 2011, campionessa europea a Bucharest 2012, vincitrice del Golden Glove, Italian Open, Athens Challenge, Irish Open, Austrian Classics, Best Fighter e coppa del Mondo W.A.K.O..
In quanto titolare del team della nazionale italiana della specialità del semi-contact, nell'agosto 2010 ha partecipato al Torneo Mondiale di Arti Marziali e Sport da Combattimento, Sport-Accord Combact Game, che si è tenuto a Pechino, ove sono state presenti anche federazioni già riconosciute nel giro olimpico come la Boxe, il Taekwondo e il Judo. Nel torneo mondiale di Pechino ha ottenuto la medaglia d'oro, per la categoria -55 kg, vincendo la finale con l'atleta austriaca Bianca Pfahringer per 15:5.
Ha frequentato il Liceo Classico "Giuseppe Garibaldi" ed è oggi iscritta alla Facoltà di Medicina e Farmacia di Palermo.

## Carriera sportiva

### Anno 2018/2019
- ORO -60 kg WAKO WORLD CHAMPIONSHIP 2019 - Antalya (Turchia)

### Anno 2012/2013
- ORO -60 kg WAKO WORLD CHAMPIONSHIP 2013- Antalya (Turchia)
- 1 classificata -60 kg Athens Challenge - Atene
- 1 classificata -65 kg Athens Challenge - Atene
- VINCITRICE Grand Champion femminile Athens Challenge - Atene
- 1 classificata -60 kg Irish Open - Dublino
- 1 classificata -65 kg Irish Open - Dublino
- 1 classificata -65 kg Pointfighting Cup - Milano
- VINCITRICE Grand Champion femminile Pointfighting Cup
- 1 classificata -60 kg Campionati Italiani - Jesolo
- 1 classificata -60 kg Yokoso Dutch Open - Amsterdam
- 1 classificata -65 kg Yokoso Dutch Open - Amsterdam
- VINCITRICE Grand Champion femminile Yokoso Dutch Open - Amsterdam
- 1 classificata Grand Champion femminile Panormus Cup
- 1 classificata -60 kg Austrian Classics - Innsbruck
- 1 classificata -60 kg Bestfighter World Cup Wako - Rimini
- 1 classificata -65 kg Bestfighter World Cup Wako - Rimini
- 2 classificata Grand Champion femminile Bristol Open Bristol
- 1 classificata -65 kg Italian Open - Bergamo
- VINCITRICE Grand Champion femminile Italian Open - Bergamo

### Anno 2011/2012
- 1 classificata -55 kg Athens Challenge - Atene
- 1 classificata -60 kg Athens Challenge - Atene
- 1 classificata -55 kg Irish Open - Dublino
- VINCITRICE Grand Champion femminile Irish Open - Dublino
- 1 classificata -60 kg Austrian Classics - Innsbruck
- 1 classificata -60 kg Bestfighter World Cup Wako - Rimini
- VINCITRICE Grand Champion Bestfighter World Cup Wako - Rimini
- 1 classificata -55 kg Bristol Open - Bristol
- 1 classificata -60 kg Bristol Open - Bristol
- ORO -55 kg WAKO EUROPEAN CHAMPIONSHIP 2012 - Bucharest
- ARGENTO TEAM EVENT WAKO EUROPEAN CHAMPIONSHIP 2012 - Bucharest

### Anno 2010/2011
- 1 classificata -55 kg Italian Open - Bergamo
- VINCITRICE OPEN femminile Italian Open -Bergamo
- 1 classificata -60 kg Golden Glove - Conegliano (VE)
- VINCITRICE OPEN femminile Golden Glove - Conegliano(VE)
- 1 classificata TEAM femminile Golden Glove - Conegliano (VE)
- 1 classificata -55 kg Athens Challenge - Atene
- 1 classificata -60 kg Athens Challenge - Atene
- VINCITRICE OPEN femminile Athens Challenge - Atene
- 1 classificata -60 kg Irish Open - Dublino
- 2 classificata -55 kg Irish Open - Dublino
- Campionessa Italiana -55 kg - Napoli
- Campionessa Italiana a squadre - Napoli
- VINCITRICE OPEN femminile Austrian Classics - Innsbruck
- 1 classificata -60 kg Austrian Classics WAKO WORLD CUP - Innsbruck
- 1 classificata -55 kg Bestfighter WAKO WORLD CUP - Rimini
- 1 classificata TEAM EVENT Bestfighter WAKO WORLD CUP - Rimini
- 1 classificata -55 kg Bristol Open - Bristol
- 1 classificata TEAM EVENT Bristol Open - Bristol
- ORO -55 kg WAKO WORLD CHAMPIONSHIP 2011 - Dublino
- ORO TEAM EVENT WAKO WORLD CHAMPIONSHIP 2011 - Dublino

### Anno 2009/2010
- 1 classificata -55 kg Italian Open - Bergamo
- 2 classificata OPEN femminile Italian Open -Bergamo
- 2 classificata Campionati Mondiali Wako 2009-Lignano, Italy
- 1 classificata -55 kg Golden Glove - Conegliano (VE)
- 1 classificata OPEN femminile Golden Glove - Conegliano(VE)
- 1 classificata -55 kg Athens Challenge - Atene
- 1 classificata -60 kg Irish Open - Dublino
- 2 classificata OPEN femminile Irish Open - Dublino
- 1 classificata Campionato Italiano Fikb -55 kg - Milano
- 1 classificata -55 kg -Bestfighter WAKO WORLD CUP - Rimini
- VINCITRICE OPEN femminile Bestfighter WAKO WORLD CUP -Rimini
- 1 classificata -55 kg SportAccord Combat Games - Pechino 2010

### Anno 2008-2009
- Campionati Italiani WAKO
  - 1 classificata -55, Fiuggi-10 aprile 2009
  - 1 classificata -55, Rimini- Coppa del Presidente
- Italian Open 
  - 3 classificata -60
  - 3 classificata -65
  - 2 classificata Open 1 Team Competition
- Golden Gloves
  - 2 classificata Double Team
  - 3 classificata -60
  - 2 classificata Open
- Athens Challenge 
  - 1 classificata -55 e -60
  - 2 classificata squadre e 3 open
- Irish Open
  - 1 classificata Team Fight
  - 2 classificata -55 e -65
  - 3 classificata Open
- Austrian Classics
  - 1 classificata -60
  - 2 classificata -55
  - 3 classificata Open
- Coppa del Mondo WAKO - Rimini
  - 2 classificata team fight
  - 1 classificata -55
  - 1 classificata -60
  - 3 classificata Open

### Anno 2007-2008
- Campionessa Regionale -60
- Campionessa Interregionale -65
- Italian Open 2 classificata -60 2 team competition
- Golden Glove 2 classificata -60 3 Open 3 Musical Forms
- Athens Challenge 1 classificata +55 intermedie 2 classificata -60
- 2 Open 3 Team Competition
- Irish Open 1classificata -65 intermedie 1 classificata +65
- Coppa Italia 2 classificata -65
- Coppa del presidente 1 classificata -65
- Campionessa Italiana -65
- Golden Belt 1 classificata -60 1 classificata -65
- Coppa del mondo W.A.K.O. 1 classificata -65 3 classificata -60 2 Open
- Convocata per gli Europei di Varna -65.

### Anno 2006-2007
- Campionessa regionale -60
- Campionessa interregionale -60
- Golden Belt 2 classificata -60 3 open 1 team competition
- Golden Glove 3 open 2 team competition
- Coppa del Presidente 2 classificata -60
- Campionati Italiani 2 classificata -60
- Coppa del Mondo W.A.K.O. 3 classificata -60 2 Open 4 Musical Forms
- Convocata ai mondiali di Coimbra nelle Musical Forms: Soft Style.
- 6 posto Mondiali di Coimbra

### Anno 2005-2006
- Campionessa regionale -60
- Campionessa interregionale -60
- Coppa Italia 1 classificata -60
- Coppa del presidente 1 classificata -60
- Campionessa Italiana -60
- Convocata per gli Europei di Lisbona -60.